# Nazionale maschile di calcio delle Fær Øer
La nazionale di calcio delle Fær Øer (faroese: Føroyska A-landsliðið í fótbólti hjá monnum) è la rappresentativa calcistica nazionale dell'arcipelago delle Fær Øer ed è posta sotto l'egida della FSF, la federazione calcistica faroese.
Malgrado la squadra sia attiva dal 1930, la locale federcalcio si è affiliata agli organismi calcistici internazionali solo in tempi più recenti: dal 1988 alla FIFA e dal 1990 alla UEFA.
A causa della modesta popolazione ed estensione territoriale delle isole, del conseguente ridotto bacino da cui attingere giocatori e del livello piuttosto basso del proprio campionato interno, la nazionale faroese conta per lo più su giocatori militanti in club dilettantistici o semiprofessionistici, molti dei quali svolgono altre professioni nella vita quotidiana: i pochi professionisti militano in squadre estere, perlopiù di area scandinava. La nazionale, pur avendo mostrato negli anni una apprezzabile crescita di livello, non è quindi mai riuscita a qualificarsi alla fase finale di un campionato europeo o di un campionato mondiale.
Nella classifica mondiale della FIFA il miglior posizionamento delle Fær Øer è il 74º posto raggiunto nel luglio 2015 e nell'ottobre 2016, mentre il peggior posizionamento è il 198º posto raggiunto nel settembre 2008. Occupa attualmente il 135º posto della graduatoria.

## Storia
La rappresentativa delle Fær Øer disputò la propria prima partita il 9 giugno 1930 contro le Isole Shetland, con lo status di selezione regionale (al tempo le isole erano una provincia della Danimarca): l'incontro terminò con una sconfitta per 1-5. Dal 1948, anno in cui le isole divennero territorio autonomo (pur sempre sotto la giurisdizione danese), la squadra ha acquisito a pieno titolo lo status di selezione nazionale. Fino al 1988, tuttavia, ha giocato solo amichevoli non ufficiali praticamente con sole squadre di paesi circostanti: le già citate Shetland, l'Islanda, le Orcadi, la Groenlandia e la Danimarca Under-21.

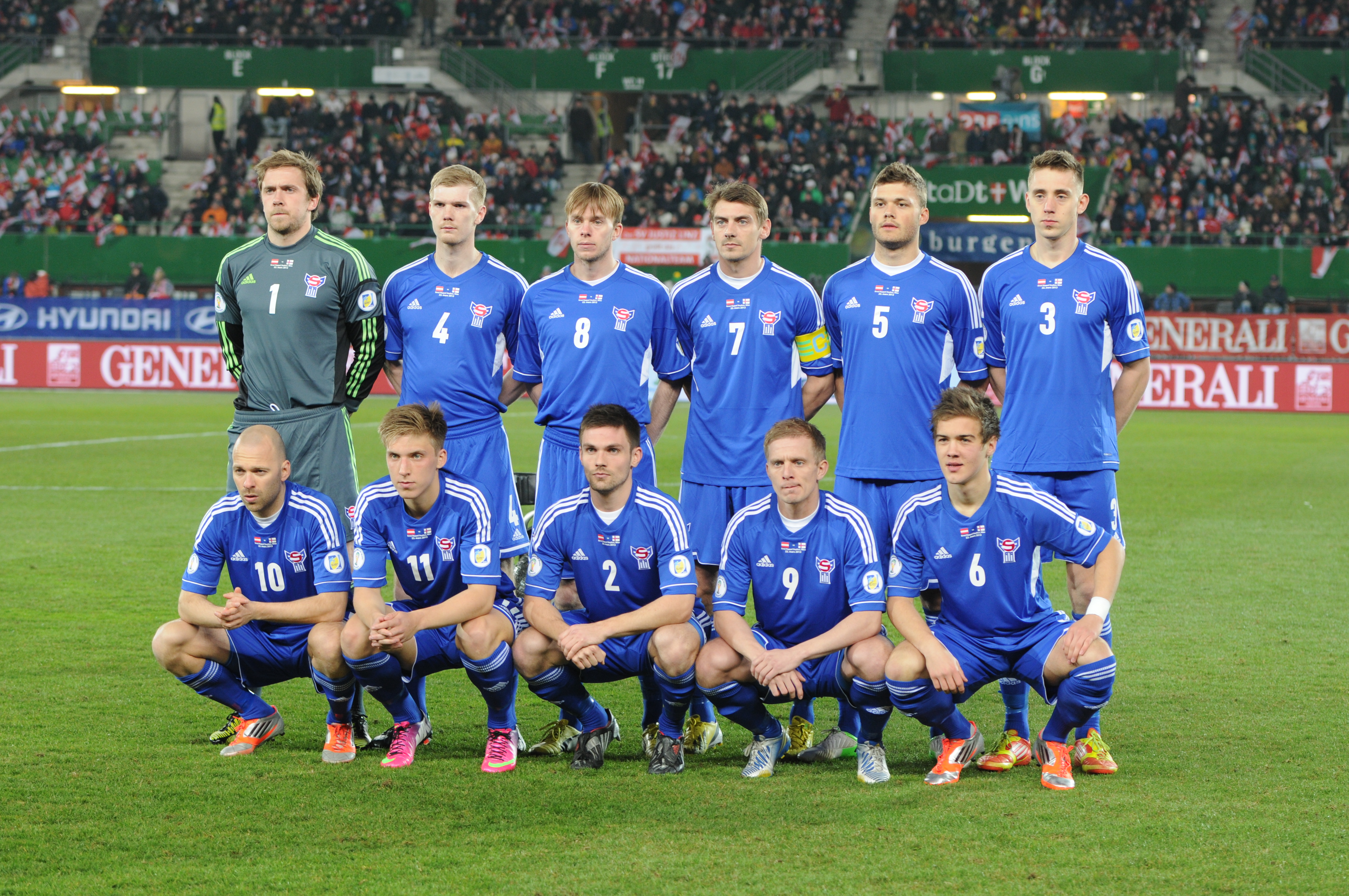
La nazionale delle Fær Øer scesa in campo contro l' il 22 marzo 2013

La Federazione calcistica faroese (Fótbóltssamband Føroya, siglato FSF), fondata nel 1979, ottenne l'affiliazione alla FIFA il 2 luglio 1988 e alla UEFA il 18 aprile 1990. Il 24 agosto 1988 la nazionale faroese giocò la prima partita ufficiale contro l'Islanda; l'incontro terminò con una sconfitta per 0-1. Il 14 aprile 1990 ottenne la prima vittoria in una partita ufficiale, battendo in amichevole il Canada per 1-0. Nel 1989 e nel 1991 partecipò alle prime due edizioni degli Island Games, vincendole entrambe.
L'esordio nelle competizioni ufficiali avvenne il 12 settembre 1990 contro l'Austria nelle qualificazioni al campionato europeo del 1992. La partita, giocata nel campo neutro di Landskrona, in Svezia, a causa della mancanza di campi in erba regolamentari nelle Færøer, vide la squadra dell'arcipelago, composta esclusivamente da calciatori dilettanti, imporsi contro ogni pronostico per 1-0 grazie al gol di Torkil Nielsen, oltre che alle parate del portiere Jens Martin Knudsen.
L'introduzione dei primi campi in erba regolamentari e i primi contratti professionistici sottoscritti da giocatori faroesi con squadre estere (soprattutto danesi, islandesi e norvegesi) hanno contribuito ad innalzare il livello della nazionale nel corso degli anni. Nel 1991 la squadra ottenne un pareggio in amichevole contro l'Irlanda del Nord per 1-1. Nel 1995 sconfisse per due volte San Marino nelle qualificazioni al campionato europeo del 1996 (3-0 e 3-1); nel 1997 sconfisse Malta per 2-1 sia all'andata che al ritorno nelle qualificazioni al campionato mondiale del 1998 e vinse in amichevole contro l'Estonia per 2-0 in trasferta. In questi anni sedeva in panchina l'ex Pallone d'oro Allan Simonsen.
Nelle qualificazioni al campionato europeo del 2000 conseguì tre pareggi contro Lituania, Scozia e Bosnia ed Erzegovina. Nel 2000 sconfisse il Liechtenstein per 1-0 in amichevole. Nel 2001 sconfisse il Lussemburgo per due volte (2-0 e 1-0) in due gare delle eliminatorie del campionato mondiale del 2002, nel corso delle quali riuscì anche a pareggiare contro la Slovenia in casa (2-2), per poi chiudere il girone con 7 punti, davanti al Lussemburgo. Nello stesso anno ottenne un importante pareggio (0-0) sul campo della Svezia in amichevole. Nel 2002 sconfisse il Liechtenstein per 3-1 e 1-0 in due partite amichevoli e pareggiò per 2-2 contro la Scozia nelle qualificazioni al Campionato europeo del 2004. Nel 2004 sconfisse in amichevole Malta (3-2), Lussemburgo (4-2) e Kazakistan (2-1 e 3-2), e pareggiò 2-2 contro Cipro nelle qualificazioni al Campionato mondiale del 2006.

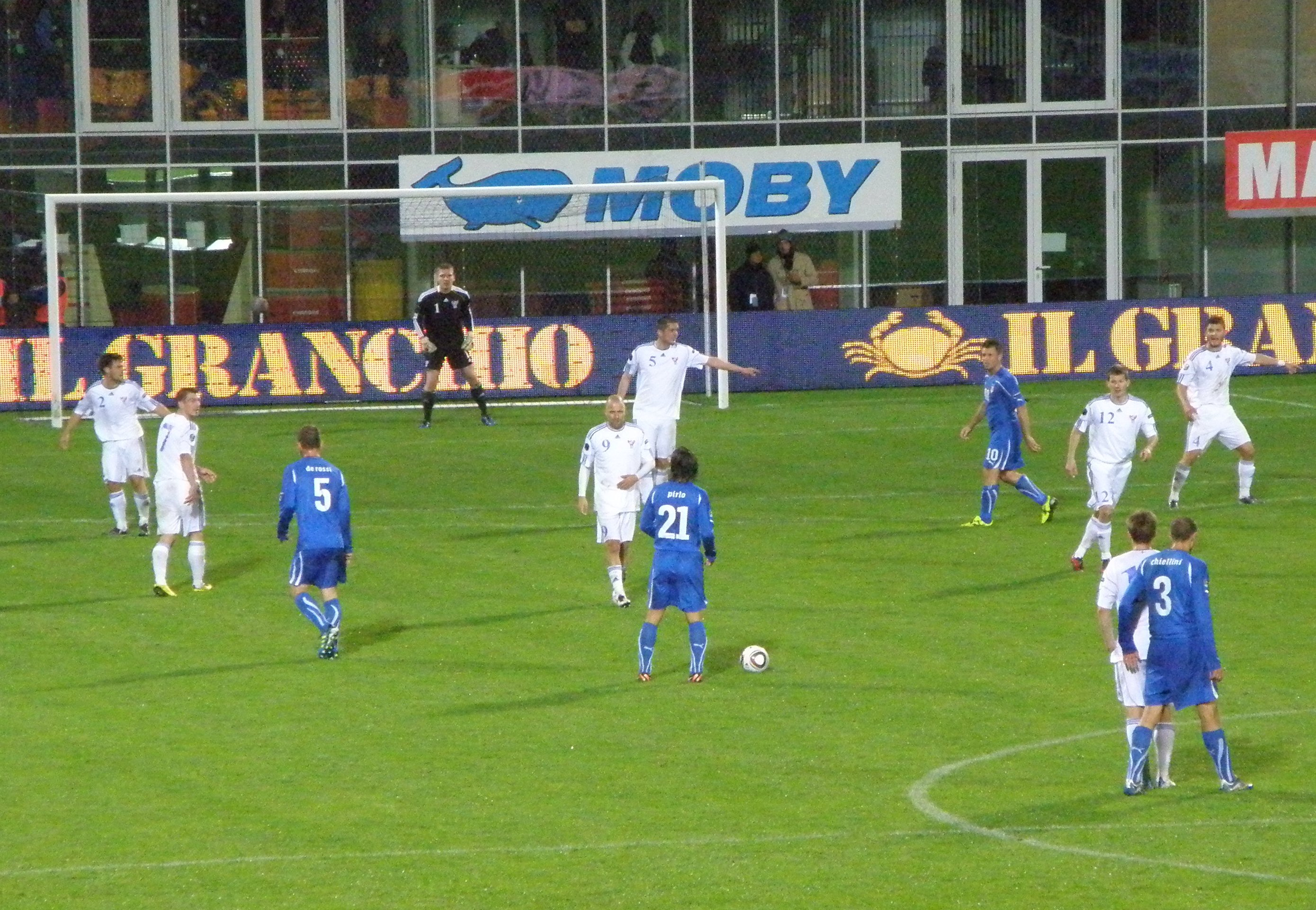
Un istante di gioco della partita Fær Øer-Italia del 2 settembre 2011

Furono importanti anche i risultati ottenuti nel 2007 nel corso delle qualificazioni al campionato europeo del 2008, contro l'Italia campione del mondo in carica: il 2 giugno, nella partita giocata a Tórshavn, la squadra faroese fu sconfitta per 2-1, segnando nel finale di gara con Rógvi Jacobsen e sfiorando anche il pareggio poco dopo. Anche nella gara di ritorno, giocata a Modena il 21 novembre, finita 3-1 per gli azzurri, Jacobsen riuscì a segnare il gol della bandiera con un preciso colpo di testa nell'angolino sinistro della porta difesa da Marco Amelia. Durante le qualificazioni al campionato mondiale del 2010, l'11 ottobre 2008, la nazionale faroese pareggiò 1-1 contro l'Austria, dopo essere passata in vantaggio con un gol di Bogi Løkin, il cui padre aveva giocato la partita vinta 18 anni prima in occasione dell'esordio delle Færøer nelle competizioni ufficiali, mentre il 9 settembre 2009 la nazionale faroese sconfisse la Lituania per 2-1. Nel corso del girone cedette per una sola rete (0-1) alla Francia.

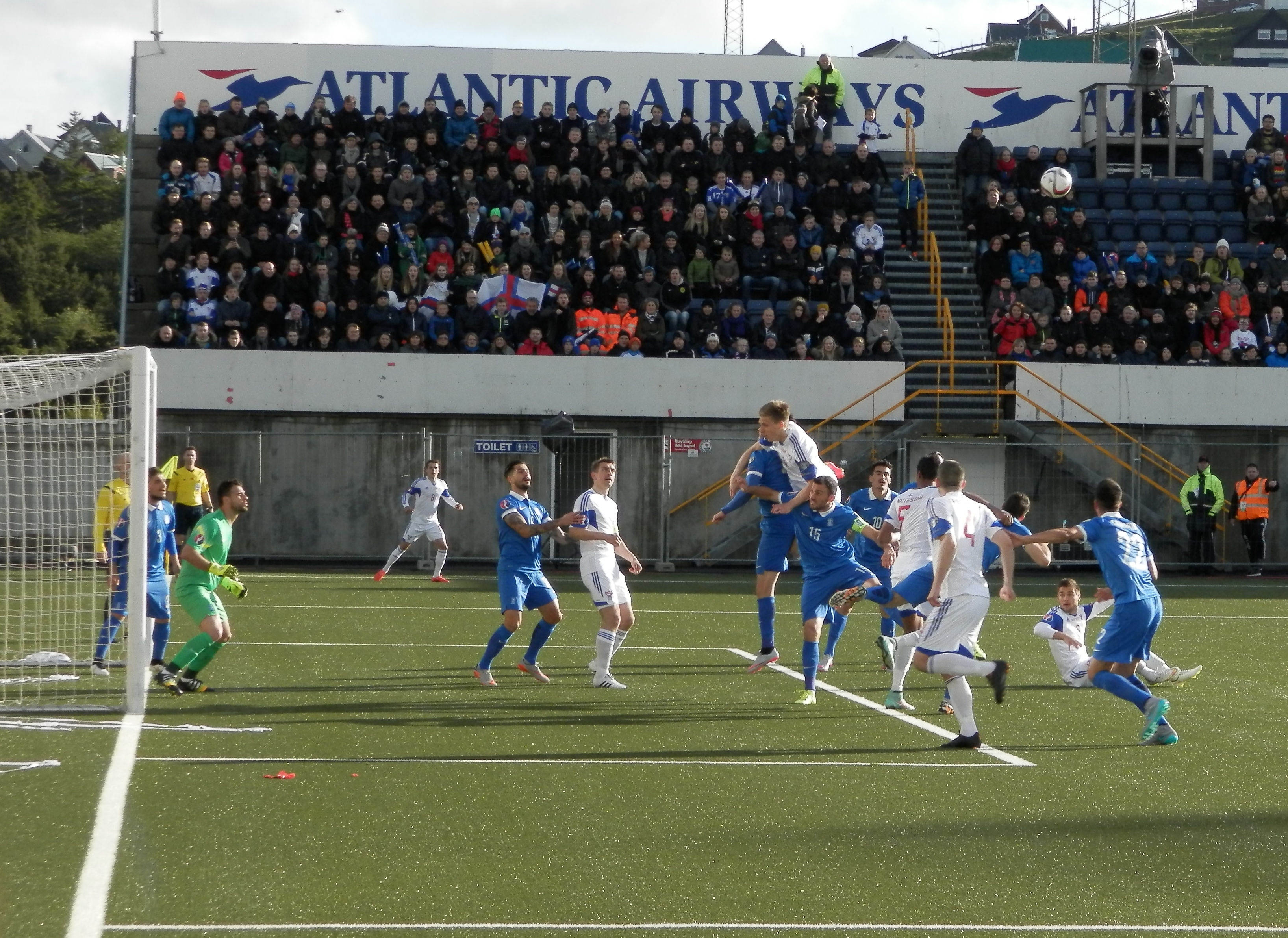
Fær Øer-Grecia 2-1 del 15 giugno 2015 al Tórsvøllur

L'8 novembre 2011 il ruolo di commissario tecnico fu affidato al danese Lars Olsen, laureatosi campione d'Europa con la nazionale danese nel 1992 e divenuto così il terzo tecnico danese a sedere sulla panchina della nazionale dell'arcipelago. Nelle qualificazioni al campionato europeo del 2012 la nazionale pareggiò per 1-1 contro l'Irlanda del Nord con un gol di Christian Holst e batté per 2-0 l'Estonia grazie alle reti di Fróði Benjaminsen e Arnbjørn Hansen. Il 1º marzo 2014 sconfisse per 4-1 Gibilterra in amichevole, realizzando per la prima volta quattro reti in un solo match. Il 14 novembre 2014, nel girone di qualificazione al campionato europeo del 2016, ottenne una prestigiosa vittoria per 1-0 allo Stadio Karaiskakis del Pireo contro la Grecia allenata da Claudio Ranieri, che precedeva la nazionale faroese di 169 posizioni nel ranking FIFA. La Nazionale del commissario tecnico Olsen si ripeté nella partita di ritorno del 13 giugno 2015, in cui sconfisse nuovamente la Grecia per 2-1. Il 29 marzo 2016 sconfisse per 3-2 il Liechtenstein in amichevole a Marbella, in Spagna. Nel settembre 2016, all'esordio nelle qualificazioni al campionato mondiale del 2018, pareggiò all'esordio contro l'Ungheria per 0-0 e un mese dopo vinse la seconda partita del girone per 2-0 a Riga contro la Lettonia, con le reti di Sonni Nattestad e Jóan Edmundsson, ritrovandosi così, dopo due giornate, al secondo posto nel proprio raggruppamento, davanti al Portogallo campione d'Europa. Il 3 settembre 2017 le Fær Øer sconfissero Andorra per 1-0, salendo a 7 punti in classifica, record per la nazionale faroese in un girone di qualificazione all'europeo. Nella UEFA Nations League 2018-2019 terminò il girone di Lega D in terza posizione con 5 punti.
Nelle qualificazioni al campionato europeo del 2020 non andò oltre il penultimo posto con 3 punti, con una vittoria e nove sconfitte in dieci partite. Il 18 novembre 2019, in occasione della sconfitta per 3-0 sul campo della Svezia, si congedarono dalla nazionale faroese il tecnico Lars Olsen e il capitano Atli Gregersen, ritiratosi dal calcio internazionale dopo 59 presenze con la rappresentativa delle Fær Øer. Nella UEFA Nations League 2020-2021 viene inserita nella Lega D; nel girone è insieme a Andorra, Lettonia e Malta. In sei partite ottiene 12 punti, un buon risultato per la piccola nazionale che viene anche promossa nella Lega C, da prima sulle sette squadre della Lega D.
Non ottiene la promozione nella lega B durante la Nations League tuttavia il 25 settembre 2022 a Tórshavn conquista una prestigiosa vittoria sconfiggendo per 2-1 la Turchia.

## Stadio

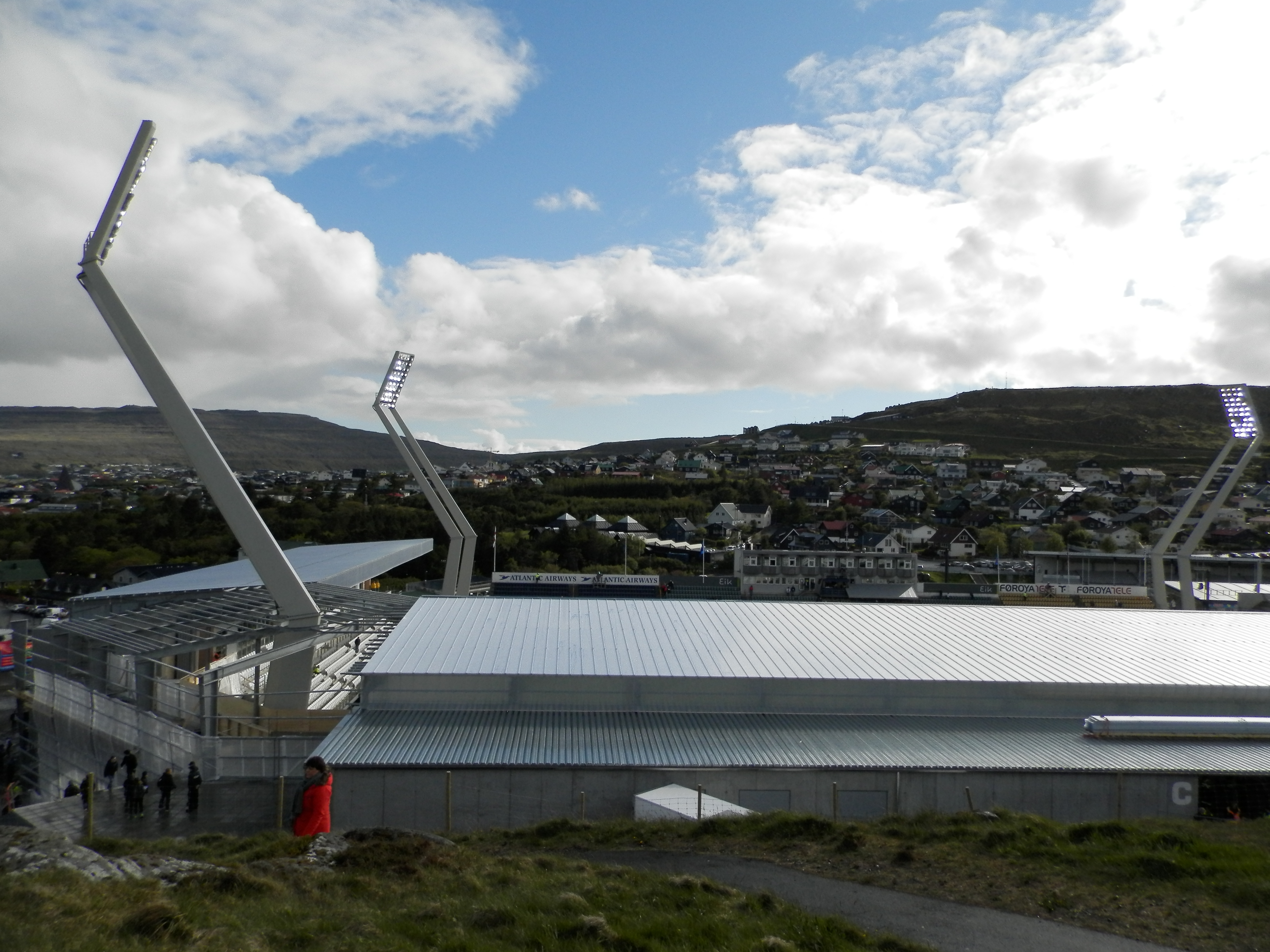
Il Tórsvøllur

Tra il 1999 e il 2011 la nazionale faroese ha giocato le proprie partite casalinghe in due diversi stadi, il Tórsvøllur, situato a Tórshavn, e lo Svangaskarð, a Toftir. L'ultima partita disputata dalle Færøer allo Svangaskarð fu la partita di qualificazione al campionato europeo del 2012 giocata il 7 giugno 2011 contro l'Estonia, che si concluse con una vittoria per 2-0. Da allora la nazionale disputa tutte le partite casalinghe al Tórsvøllur, che dal 2010 è stato oggetto di importanti lavori di ampliamento e ammodernamento, i quali lo hanno trasformato in un impianto multifunzionale, atto ad ospitare eventi sportivi d'ogni tipo e anche concerti: sono stati introdotti nuovi e più potenti riflettori, sono stati installati 6 000 nuovi posti a sedere e nuove coperture ed è stato installato un nuovo manto di erba artificiale. Grazie a questi interventi lo stadio soddisfa i più elevati standard strutturali UEFA e FIFA.

## Colori e simboli

### Colori
La nazionale faroese scende tradizionalmente in campo con una divisa che richiama la bandiera nazionale, perlopiù bianca con finiture rosso-azzurre. Nelle divise da trasferta domina invece l'azzurro, con finiture bianco-rosse.

### Sponsor
| Periodo         | Fornitore |
| --------------- | --------- |
| primi anni 2000 | Puma      |
| ?–2019          | Adidas    |
| 2019-2022       | Macron    |
| 2022-           | Erreà     |

Dal 2007 la federcalcio faroese aderisce, per l'approvvigionamento del materiale tecnico alle proprie nazionali (precedentemente acquistato autonomamente tramite rivenditori), al Kit Assistance Scheme, un programma della UEFA che consente di acquisire a titolo gratuito gli articoli necessari alla pratica agonistica da un fornitore convenzionato.

### Simboli ufficiali
La nazionale si riconosce nel simbolo della Federazione calcistica delle Fær Øer.

## Commissari tecnici
- Ole Skouboe (1983)[12]

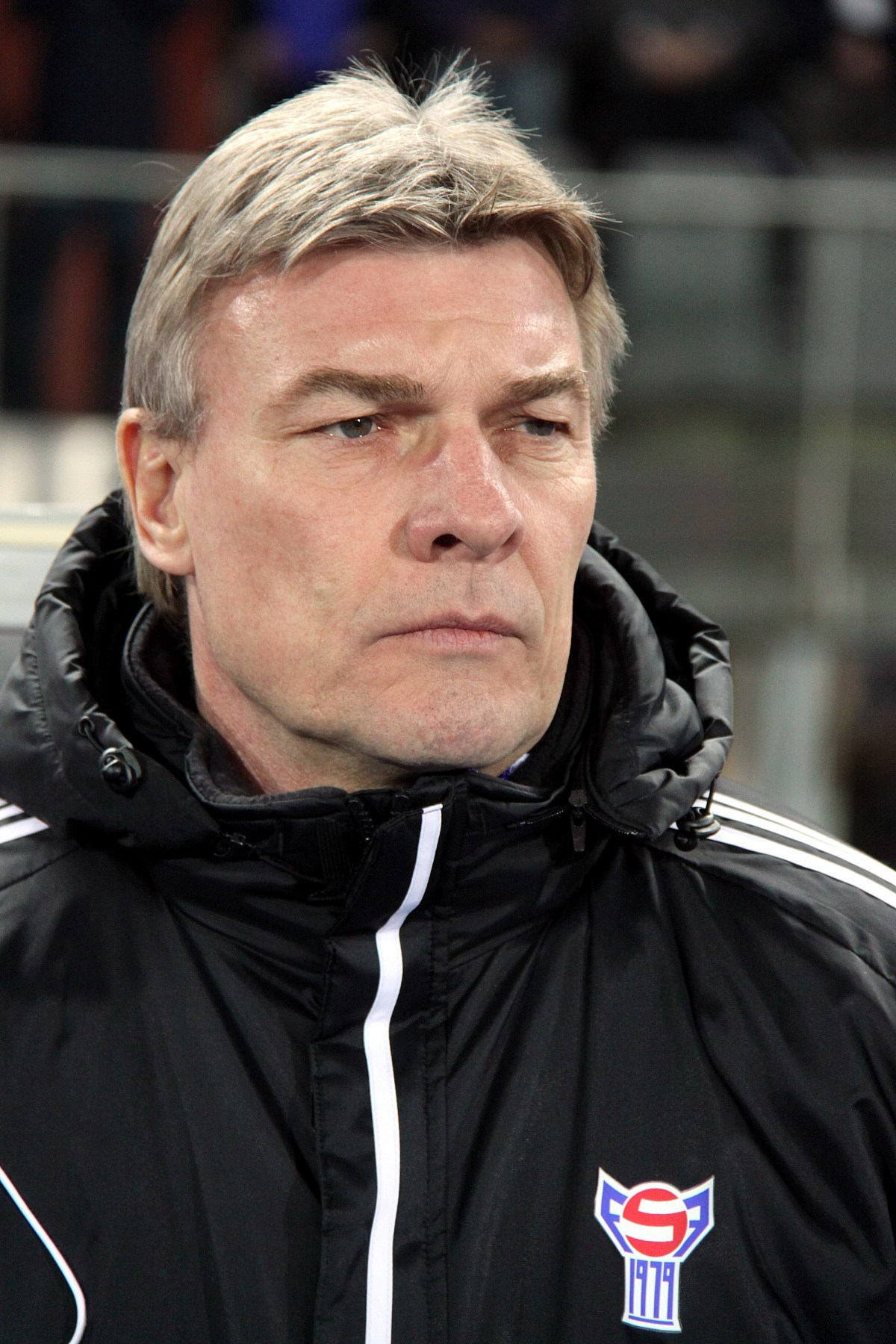
Lars Olsen, commissario tecnico della nazionale faroese dal 2011 al 2019

- Páll Guðlaugsson (1988-1993)
- Johan "Melle" Nielsen e  Jógvan Norðbúð (1993, ad interim)
- Allan Simonsen (1994-2001)
- Henrik Larsen (2002-2005)
- Jógvan Martin Olsen (2005-2009)
- Heðin Askham (2009, ad interim)
- Brian Kerr (2009-2011)
- Lars Olsen (2011-2019)
- Håkan Ericson (2019-)

## Confronti con le altre nazionali
Questi sono i saldi delle Færøer nei confronti delle nazionali con cui sono stati disputati almeno 10 incontri.

### Saldo negativo
| Nazionale | Giocate | Vinte | Pareggiate | Perse | Reti fatte | Reti subite | Differenza | Ultima vittoria | Ultimo pari | Ultima sconfitta |
| --------- | ------- | ----- | ---------- | ----- | ---------- | ----------- | ---------- | --------------- | ----------- | ---------------- |
| Islanda   | 14      | 1     | 0          | 12    | 8          | 25          | -17        | 22 marzo 2009   | -           | 04 giugno 2021   |

Nota: la partita viene indicata come un pareggio quando finisce ai calci di rigore.

## Partecipazioni ai tornei internazionali
Qui di seguito è riportata la lista dei risultati che sono stati ottenuti dalle Fær Øer in campo internazionale, i risultati dei mondiali sono riportati a partire dal 1990 (la Federazione calcistica delle Færøer aderì alla FIFA solo nel 1988) mentre quelli degli europei sono riportati a partire dal 1992 (la Federazione calcistica delle Færøer aderì alla UEFA solo nel 1990). C'è da notare che le Fær Øer non possono partecipare ai Giochi olimpici perché il Comitato Olimpico Faroese non è riconosciuto dal Comitato Olimpico Internazionale.

Legenda: Grassetto: Risultato migliore, Corsivo: Mancate partecipazioni

## Statistiche dettagliate sui tornei internazionali

### Mondiali
| Anno | Luogo                    | Piazzamento     | V | N | P | Gol |
| ---- | ------------------------ | --------------- | - | - | - | --- |
| 1990 | Italia                   | Non qualificata | - | - | - | -   |
| 1994 | Stati Uniti              | Non qualificata | - | - | - | -   |
| 1998 | Francia                  | Non qualificata | - | - | - | -   |
| 2002 | Corea del Sud / Giappone | Non qualificata | - | - | - | -   |
| 2006 | Germania                 | Non qualificata | - | - | - | -   |
| 2010 | Sudafrica                | Non qualificata | - | - | - | -   |
| 2014 | Brasile                  | Non qualificata | - | - | - | -   |
| 2018 | Russia                   | Non qualificata | - | - | - | -   |
| 2022 | Qatar                    | Non qualificata | - | - | - | -   |

### Europei
| Anno | Luogo                | Piazzamento     | V | N | P | Gol |
| ---- | -------------------- | --------------- | - | - | - | --- |
| 1992 | Svezia               | Non qualificata | - | - | - | -   |
| 1996 | Inghilterra          | Non qualificata | - | - | - | -   |
| 2000 | Belgio / Paesi Bassi | Non qualificata | - | - | - | -   |
| 2004 | Portogallo           | Non qualificata | - | - | - | -   |
| 2008 | Austria / Svizzera   | Non qualificata | - | - | - | -   |
| 2012 | Polonia / Ucraina    | Non qualificata | - | - | - | -   |
| 2016 | Francia              | Non qualificata | - | - | - | -   |
| 2020 | Europa               | Non qualificata | - | - | - | -   |
| 2024 | Germania             | Non qualificata | - | - | - | -   |

### Confederations Cup
| Anno | Luogo                    | Piazzamento     | V | N | P | Gol |
| ---- | ------------------------ | --------------- | - | - | - | --- |
| 1992 | Arabia Saudita           | Non invitata    | - | - | - | -   |
| 1995 | Arabia Saudita           | Non invitata    | - | - | - | -   |
| 1997 | Arabia Saudita           | Non qualificata | - | - | - | -   |
| 1999 | Messico                  | Non qualificata | - | - | - | -   |
| 2001 | Corea del Sud / Giappone | Non qualificata | - | - | - | -   |
| 2003 | Francia                  | Non qualificata | - | - | - | -   |
| 2005 | Germania                 | Non qualificata | - | - | - | -   |
| 2009 | Sudafrica                | Non qualificata | - | - | - | -   |
| 2013 | Brasile                  | Non qualificata | - | - | - | -   |
| 2017 | Russia                   | Non qualificata | - | - | - | -   |

### Nations League
| Anno      | Luogo       | Piazzamento   | V | N | P | Gol  |
| --------- | ----------- | ------------- | - | - | - | ---- |
| 2018-2019 | Portogallo  | 11° in Lega D | 1 | 2 | 3 | 5:10 |
| 2020-2021 | Italia      | 1° in Lega D  | 3 | 3 | 0 | 9:5  |
| 2022-2023 | Paesi Bassi | 9° in Lega C  | 2 | 2 | 2 | 7:10 |

## Rosa attuale
Lista dei giocatori convocati per le gare di UEFA Nations League 2024-2025 di settembre 2024.
Statistiche aggiornate al 27 marzo 2023, al termine della seconda gara.
|  | P | Teitur Gestsson           | 19 agosto 1992    | 23 | 0  | HB Tórshavn   |  |  |
|  | P | Bárður á Reynatrøð        | 8 gennaio 2000    | 7  | 0  | Víkingur Gøta |  |  |
|  | P | Bjarti Vitalis Mørk       | 7 giugno 2001     | 0  | 0  | HB Tórshavn   |  |  |
|  |   |                           |                   |    |    |               |  |  |
|  | D | Viljormur Davidsen        | 19 luglio 1991    | 81 | 5  | HB Tórshavn   |  |  |
|  | D | Sonni Nattestad           | 5 agosto 1994     | 48 | 3  | 07 Vestur     |  |  |
|  | D | Gunnar Vatnhamar          | 29 marzo 1995     | 41 | 2  | Víkingur      |  |  |
|  | D | Hørður Askham             | 22 settembre 1994 | 17 | 0  | Roskilde      |  |  |
|  | D | Jóannes Danielsen         | 10 settembre 1997 | 16 | 0  | KÍ Klaksvík   |  |  |
|  | D | Hanus Sørensen            | 19 febbraio 2001  | 11 | 0  | HB Tórshavn   |  |  |
|  | D | Andrias Edmundsson        | 18 dicembre 2000  | 9  | 0  | Wisła Płock   |  |  |
|  | D | Daniel Johansen           | 9 luglio 1998     | 7  | 0  | Hillerød      |  |  |
|  | D | Arnbjørn Svensson         | 1º agosto 1999    | 2  | 1  | Víkingur Gøta |  |  |
|  |   |                           |                   |    |    |               |  |  |
|  | C | Sølvi Vatnhamar           | 5 maggio 1986     | 75 | 2  | Víkingur Gøta |  |  |
|  | C | Brandur Hendriksson Olsen | 19 dicembre 1995  | 59 | 6  | Fredrikstad   |  |  |
|  | C | René Joensen              | 8 febbraio 1993   | 56 | 3  | KÍ Klaksvík   |  |  |
|  | C | Patrik Johannesen         | 7 settembre 1995  | 24 | 1  | Breiðablik    |  |  |
|  | C | Mads Boe Mikkelsen        | 11 dicembre 1999  | 12 | 1  | KÍ Klaksvík   |  |  |
|  |   |                           |                   |    |    |               |  |  |
|  | A | Jóan Edmundsson           | 16 luglio 1991    | 92 | 8  | Shkupi        |  |  |
|  | A | Klæmint Olsen             | 17 luglio 1990    | 64 | 10 | NSÍ Runavík   |  |  |
|  | A | Meinhard Olsen            | 10 aprile 1997    | 30 | 1  | Mjøndalen     |  |  |
|  | A | Petur Knudsen             | 21 aprile 1998    | 17 | 1  | NSÍ Runavík   |  |  |
|  | A | Pætur Petersen            | 29 marzo 1998     | 11 | 2  | KÍ Klaksvík   |  |  |
|  | A | Adrian Justinussen        | 21 luglio 1998    | 7  | 1  | Hillerød      |  |  |

## Record individuali

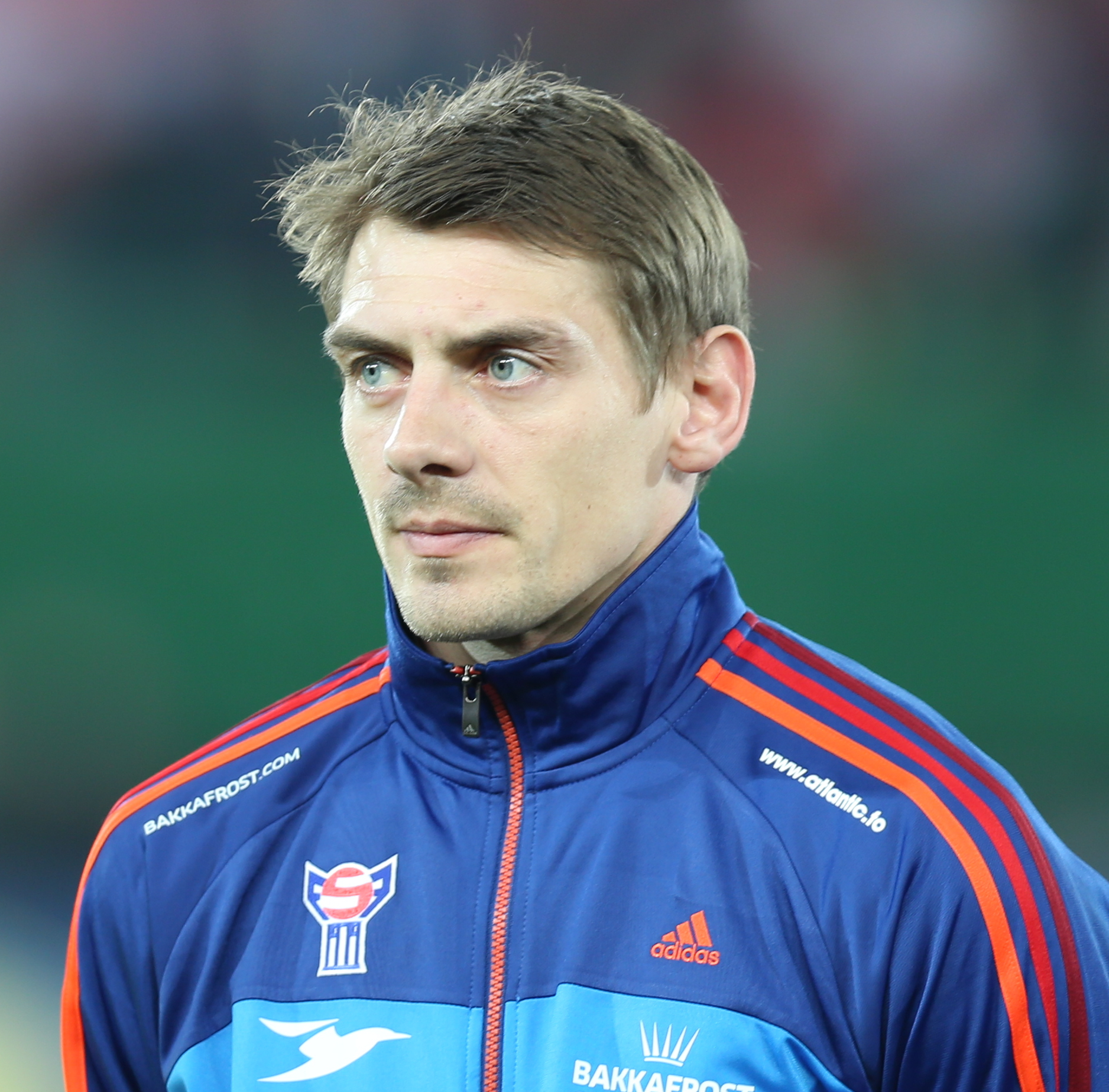
Fróði Benjaminsen, primatista di presenze della nazionale faroese

Statistiche aggiornate al 5 giugno 2025.
- I giocatori in grassetto sono ancora in attività con la maglia della nazionale.

### Classifica presenze
| Pos. | Giocatore                 | Presenze | Reti | Periodo   |
| ---- | ------------------------- | -------- | ---- | --------- |
| 1    | Fróði Benjaminsen         | 95       | 6    | 1999-2017 |
| 2    | Jóan Edmundsson           | 94       | 8    | 2009-     |
| 4    | Viljormur Davidsen        | 88       | 6    | 2011-     |
| 3    | Óli Johannesen            | 83       | 1    | 1992-2007 |
| 5    | Sølvi Vatnhamar           | 79       | 2    | 2013-     |
| 6    | Hallur Hansson            | 75       | 5    | 2012-     |
| 7    | Jákup Mikkelsen           | 73       | 0    | 1995-2012 |
| 8    | Gunnar Nielsen            | 71       | 0    | 2009-2022 |
| 9    | Gilli Rólantsson          | 67       | 1    | 1995-2006 |
| 10   | Brandur Hendriksson Olsen | 66       | 6    | 2015-     |

### Classifica reti
| Pos. | Giocatore                 | Reti | Presenze | Periodo   |
| ---- | ------------------------- | ---- | -------- | --------- |
| 1    | Klæmint Olsen             | 10   | 64       | 2012-     |
| 1    | Rógvi Jacobsen            | 10   | 53       | 1999-2009 |
| 3    | Todi Jónsson              | 9    | 45       | 1991-2005 |
| 4    | Uni Arge                  | 8    | 37       | 1992-2002 |
| 5    | Jóan Edmundsson           | 8    | 94       | 2009-     |
| 6    | John Petersen             | 6    | 57       | 1995-2004 |
| 6    | Fróði Benjaminsen         | 6    | 95       | 1999-2017 |
| 6    | Viljormur Davidsen        | 6    | 77       | 2011-     |
| 6    | Brandur Hendriksson Olsen | 6    | 66       | 2015-     |